# Jonathan Calleri
Jonathan Calleri (ur. 23 września 1993 w Buenos Aires) – argentyński piłkarz pochodzenia włoskiego występujący na pozycji napastnika w brazylijskim klubie São Paulo. Wychowanek All Boys, w swojej karierze grał także w takich zespołach jak Boca Juniors, West Ham United, Las Palmas, Deportivo Alavés, Espanyol oraz Osasuna. Bratanek byłego reprezentanta Argentyny, Néstora Fabbriego.

## Statystyki kariery
(aktualne na dzień 20 maja 2019)
| Klub                    | Sezon              | Liga               | Liga  | Liga   | Puchary krajowe | Puchary krajowe | Puchary kontynentalne | Puchary kontynentalne | Inne  | Inne   | Suma  | Suma   |
| Klub                    | Sezon              | Liga               | Mecze | Bramki | Mecze           | Bramki          | Mecze                 | Bramki                | Mecze | Bramki | Mecze | Bramki |
| ----------------------- | ------------------ | ------------------ | ----- | ------ | --------------- | --------------- | --------------------- | --------------------- | ----- | ------ | ----- | ------ |
| All Boys                | 2012/13            | Primera División   | 0     | 0      | 2               | 1               | –                     | –                     | –     | –      | 2     | 1      |
| All Boys                | 2013/14            | Primera División   | 28    | 5      | 0               | 0               | –                     | –                     | –     | –      | 28    | 5      |
| Boca Juniors            | 2014               | Primera División   | 15    | 6      | 1               | 0               | 8                     | 2                     | –     | –      | 24    | 8      |
| Boca Juniors            | 2015               | Primera División   | 26    | 10     | 6               | 2               | 4                     | 3                     | 1     | 0      | 37    | 15     |
| Deportivo Maldonado     | 2015/16            | Segunda división   | 0     | 0      | 0               | 0               | –                     | –                     | –     | –      | 0     | 0      |
| São Paulo (wyp.)        | 2016               | Série A            | 5     | 3      | 0               | 0               | 12                    | 9                     | 14    | 4      | 31    | 16     |
| West Ham United (wyp.)  | 2016/17            | Premier League     | 16    | 1      | 1               | 0               | 0                     | 0                     | –     | –      | 17    | 1      |
| UD Las Palmas (wyp.)    | 2017/18            | Primera División   | 37    | 9      | 4               | 3               | 0                     | 0                     | –     | –      | 41    | 12     |
| Deportivo Alavés (wyp.) | 2018/19            | Primera División   | 34    | 9      | 2               | 0               | 0                     | 0                     | –     | –      | 36    | 9      |
| Ogólnie w karierze      | Ogólnie w karierze | Ogólnie w karierze | 161   | 42     | 16              | 6               | 24                    | 14                    | 15    | 4      | 216   | 66     |